# Christoph Faulhaber
 Christoph Faulhaber (* 17. Juni 1972 in Osnabrück) ist ein in Hamburg lebender Künstler, Performer, Filmemacher und Autor. Faulhaber ist vor allem durch seine gesellschaftskritischen Projekte bekannt geworden, die immer wieder großes Aufsehen erregen.

## Leben
Faulhaber studierte nach seinem Abitur zunächst 1992 bis 1993 an der Gottfried Wilhelm Leibniz Universität Hannover Maschinenbau. Das Studium brach er innerhalb kurzer Zeit ab und wanderte 1993 für sechs Monate durch Spanien und Andalusien. Noch im selben Jahr begann Faulhaber an der Universität Kaiserslautern sein Architekturstudium. Im Jahr 1996 erhielt er dort sein Vordiplom. Anschließend zog er durch das Erasmus-Förderprogramm unterstützt bis 1997 nach Lissabon, wo er an die Universidade Tecnica de Lisboa ging und dort u. a. seine Tagebücher aus den Jahren 1989 bis 1996 überarbeitete. 1997 erfolgte ein erneuter Umzug nach Hamburg, wo er ein Praktikum als Klavierbauer begann. Im Folgejahr begann Faulhaber als Restaurator im Hamburger Rathaus zu arbeiten und wurde zeitgleich bis ins Jahr 2000 Mitarbeiter im Literaturhaus Hamburg. Nachdem er bereits einige erfolglose Bewerbungen u. a. an die Kunsthochschulen in Berlin, Hamburg und Karlsruhe verfasst hatte, begann Faulhaber im Jahr 1997 an der Hochschule für bildende Künste Hamburg zu studieren, zu der er sich über sein ehemaliges Studienfach der Architektur Zutritt verschaffte. 2002 schloss er sein Diplomstudium mit einer Arbeit „New York, NY 10047 – Der öffentliche Prozess um den Wiederaufbau des World Trade Center“ erfolgreich ab. Im Jahre 2000 und 2002 war Faulhaber zudem noch Gaststudent an der Bauhaus-Universität Weimar und am Pratt Institute New York. 2005–2007 gründete und betrieb er zusammen mit Lukasz Chrobok die Firma „Mister Security“, „um den öffentlichen Raum vor der Öffentlichkeit zu überwachen“. 2007 erhielt er ein New York-Stipendium des Bundeslandes Rheinland-Pfalz für seine Arbeit „Ich wie es wirklich war“, welches er 2008 mit einer Reise in die USA antreten konnte. Dort angekommen, wurde Faulhaber am Flughafen abgeführt und von Anti-Terror-Spezialisten verhört. Nur wenige Tage nach dem Verhör erfolgte ein FBI-Einsatz im Künstlerhaus „Location One“, New York. Schließlich wurde Faulhaber der Mietvertrag gekündigt und das Stipendium entzogen, man drängte ihn zur Ausreise zurück nach Deutschland und setzte ihn auf die amerikanische Terrorliste.

## Werk und Rezeption
Durch seine sozialpolitischen Projekte gerät Christoph Faulhaber immer wieder in den Fokus der Öffentlichkeit und des Gesetzes. Wie etwa 2009, als Faulhaber eine Leiter an die Palisade der Baustelle des Bundesnachrichtendienstes stellte und fotografierte. Nur wenige Minuten später war der Künstler von Sicherheitsleuten und der Polizei umgeben, die ihm Sabotage vorwarfen. Auch die in Eigeninitiative gegründete Sicherheitsfirma „Mister Security“ stößt rechtlich immer wieder auf Grauzonen. Der Hamburger Künstler provoziert gern und stellt Themen wie Überwachung, Sicherheit und Kontrolle in den Fokus seiner Arbeiten. Doch nicht nur die unmittelbaren Reaktionen sind dabei Teil seiner künstlerischen Arbeit. Alle Aktionen werden fotografisch festgehalten und rezipiert.

## Auszeichnungen
- 2001 Unilever-Preis für junge Künstler/innen
- 2003 AIA New York: Institute Honor for Collaborative Achievement
- 2003 APA New York Metro: Annual Lawrence M. Orton Award
- 2010 Zürich Kunst am Bau Wettbewerb

## Ausstellungen (Auswahl, Einzel- und Gruppenausstellung)
- 2001 Marken und Mode, art agents gallery, Hamburg
- 2002 Reactions, Exit Art, New York
- 2002 Art & Economy, Deichtorhallen, Hamburg
- 2002 Entwurf für ein antischaschistisches Mahnmal, Galerie 5020, Salzburg
- 2003 Alles muss raus! Kunsthalle Schaumburg
- 2005 Gesellschaftsspiel, Galerie Dina4Projekte, München
- 2006 Easy Transport, Museum of Contemporary art, Skopje
- 2006 Konfrontacje, Galeria Sztuki Zpat, Krakau
- 2006 Offices, Kunstverein Tiergarten, Berlin
- 2007 Mister Security, Städtische Galerie, Remscheid
- 2008 International Triennale of Contemporary Art, Nationalgalerie Prag
- 2008 VIP, Galerie Obrist, Essen
- 2009 Ich wie es wirklich war. Ein Bericht aus New York, Basis, Frankfurt am Main
- 2009 km500#2, Kunsthalle Mainz, Mainz
- 2010 Playing the City 2, Schirn Kunsthalle Frankfurt, Frankfurt am Main
- 2010 World Expo, Laiyan Gallery, Hongkong
- 2010 Das Leben der Bilder, Wilhelm-Hack-Museum, Ludwigshafen
- 2010: Monitoring, Kunstverein Kassel, Kassel[8]
- 2010: Rencontres Internationales, Centre Georges-Pompidou, Paris
- 2010: Playing the City 2, Schirn Kunsthalle, Frankfurt am Main
- 2010: Herbstausstellung, Kunstverein Hannover, Hannover
- 2011 Neue Kunst Produzentengalerie, Hamburg
- 2011 Changes, Kunst nach 9/11 Spinnerei, Halle 14, Leipzig
- 2011 Rencontres Internationales, Museo Reina Sofía, Madrid
- 2011 Fidelity Real Estate Cor Galerie, Zürich
- 2011 Liebe dein Symptom, Ausstellung im Restaurant des Künstlerverein Malkasten[9]
- 2012 Anatomy of Integration Sculpture Quadriennale, Riga
- 2012 Kunst und Verbrechen im 21. Jahrhundert Acc Galerie, Weimar
- 2013/14 Macht der Machtlosen, Staatliche Kunsthalle Baden-Baden, Baden-Baden
- 2014 Smart New World, Kunsthalle Düsseldorf, Düsseldorf
- 2014 Arte Laguna Art Prize 2014, Arsenale, Venedig
- 2017 A Liquid Star of Boiling Water, Kunstraum Düsseldorf
- 2018 Christoph Faulhaber. Revolution & Architektur, Kunsthalle Osnabrück
- 2023: SHIFT. KI und eine zukünftige Gemeinschaft, Marta Herford und Kunstmuseum Stuttgart

## Projekte (Auswahl)
- 2004–2007 Mister Security[10]
- 2008 Fidelity Real Estate, Kuba, Immobilien-Makler
- 2009 Der Besuch, Baustelle des BND in Berlin[11]
- 2009 Guantanamo Aufnahmelager,[12] Hamburg-HafenCity
- 2010 Türkenhaus, Kauf von Teilen des abgerissenen Türkenhauses in Ludwigshafen
- 2010/2011 Palau – Blue Sky,[13] Dokumentation über sechs ehemalige Guantanamo-Häftlinge (zusammen mit Daniel Matzke)
- 2004–2013 Kopie des Bernsteinzimmers aus Popeln[14]

### Ausstellungskataloge
- Kunsthaus Hamburg (Hrsg.): Index03. Hamburg, 2003.
- Faulhaber, Christoph, Kunsthalle Schaumburg: Alles muss raus. Stadthagen, 2003.
- G. V. Lhaba (Hrsg.): Public Art. Vol. 13: Christoph Faulhaber. Hamburg/München, 2004.
- BBK München/Galerie der Künstler: Die ersten Jahre. München, 2005.
- ZPAP (Związek Polskich Artystów Plastyków), Oddz. Kraków: Konfrontacje. Kraków, 2006.
- National Gallery, Prague (Hrsg.): 3rd International Triennale of Contemporary Art. Prague, 2007.
- Zybok, Oliver (Hrsg.): Ich: wie es wirklich war; Ein Bericht aus New York. Berlin : Revolver, 2009. Erschienen anlässlich der Ausstellung km500#2 in der Kunsthalle Mainz. ISBN 978-3-86895-044-1.
- Spieler, Reinhard (Hrsg.): Unbild/Projektkunst. An Introduction to Project Art. Bielefeld: Kerber, 2010. Erschienen anlässlich der Ausstellung Christoph Faulhaber. Das Leben der Bilder in der Rudolf-Scharpf-Galerie des Wilhelm-Hack-Museums Ludwigshafen am Rhein. ISBN 978-3-86678-401-7.
- Faulhaber, Christoph: New York, NY 10047/48. erschienen 2010 im Kerber Verlag anlässlich der Ausstellung Playing the City 2 in der Schirn Kunsthalle Frankfurt, ISBN 978-3-86678-454-3.
- Monitoring. Dokumentar- und Videofest Kassel, 2010.

### Publikationen
- Holten, Johan (Hrsg.): Macht der Machtlosen. Verlag Der Buchhandlung König, 2013.
- Burcu Dogramaci (Hrsg.) Migration und künstlerische Produktion – Aktuelle Perspektiven. Transcript, 2013.
- Roderick Hönig: Kunst und Architektur im Dialog. 50 Kunst- und Bauwerke in Zürich. Edition Hochparterre 2013
- S. Sielke, C. Kloeckner (Hrsg.): Beyond 9/11: Transdisciplinary Perspectives on 21st-Century US-American Culture. Peter Lang, Frankfurt 2012.
- Ulrich, M. Schirn Kunsthalle (Hrsg.): Playing the City: Interviews. SternbergPress, Berlin, 2012.
- A. Koch: Il Monte Analogo. Antolini Editore, Tione in Trento, 2012.
- R. Klanten, M. Hübner, M., Bieber, A., Alonzo, P., Jansen G.: Art & Agenda, Political Art and Activism. Die Gestalten Verlag, Berlin, 2011.
- J. Holten, Neue Kunst in Hamburg e. V.: 6 Künstler-6 Reisen-6 Ausstellungen. Hamburg, 2011.
- Schmidt, Sabine Maria (Hrsg.): A Liquid Star of Boiling Water. (Jan Bonny und Alex Wissel, Jimmie Durham, Christoph Faulhaber, Adela Goldbard, Andrea Winkler). Kunstraum Düsseldorf, 2017.
- Schmidt, Sabine Maria (Hrsg.): Christoph Faulhaber. A Golden Age. Hatje Cantz, Kunsthalle Osnabrück, 2018.

### Filme und DVDs
- AG Kurzfilm: German Short Films. Dresden, 2012. (Katalog und DVD)
- Schirn Kunsthalle, Frankfurt (Hrsg.): Playing the City 2. Absolut Medien, Berlin, 2011. (DVD)

### Monografische Artikel
- Faulhaber, Christoph: GAC – Guantanamo Aufnahme Lager. Revolver Publishing, Berlin, 2012.
- Faulhaber, Christoph, D. Lutz (Hrsg.): Theater Pößneck: Ein Sammelband. Revolver Publishing, Berlin, 2011.
- Faulhaber, Christoph: New York, NY 10047/48. Der öffentliche Prozess um den Wiederaufbau des World Trade Centers nach dem 11. September 2001. Kerber, Bielefeld, 2010.
- Zybok, Oliver: Das Leben als Projekt. Ein Gespräch mit Christoph Faulhaber. erschienen in KUNSTFORUM International Band 205, 2010, S. 152.
- Spieler, R. Wilhelm-Hack-Museum (Hrsg.): Christoph Faulhaber: Unbild/Projektkunst, mit Texten von W. J. T. Mitchell und Kerstin Skrobanek. Kerber, Bielefeld, 2010.
- Zybok, Oliver (Hrsg.): Christoph Faulhaber: Ich wie es wirklich war. Ein Bericht aus New York. Revolver Publishing by VVV, Berlin, 2009.
- Schiff, Hajo: Christoph Faulhaber. Guantanamo Allocation Center. erschienen in KUNSTFORUM International Band 199, 2009, S. 283.
- Autor unbekannt: Kulturtausch. Terror und Kunst. erschienen in Der Spiegel 51/2008, S. 145 Onlineansicht
- Zybok, Oliver (Hrsg.): L. Chrobok, C. Faulhaber: Mister Security. To Serve and to Observe. Revolver, Frankfurt, 2007.
- Zybok, Oliver (Hrsg.): L. Chrobok, C. Faulhaber: Cloning Terror Series. Revolver, Frankfurt, 2007.